# البكيرية
البكيرية هي مدينة سعودية والعاصمة الإدارية لمحافظة البكيرية التابعة لمنطقة القصيم في السعودية. تقع المدينة في نجد وسط المملكة العربية السعودية، وجنوب غرب مدينة بريدة على بعد 36كم، وغرب مطار القصيم بحوالي خمسة عشر كيلو متراً وتبعد عنها عنيزة بحوالي ثلاثين كيلو متراً شرقاً ومن ورائها البدائع بحوالي خمسة عشر كيلو مترا، ومن الغرب الخبراء ومن ورائها رياض الخبراء والرس، ومن الشمال الشيحية ومن ورائها عيون الجواء بحوالي خمسة وعشرين كيلو مترا عن البكيرية وفي الشمال الغربي الفويلق ودونه جبل ساق.

## مناخها
تدخل ضمن الظروف المناخية التي تعرف بها منطقة نجد وهو المناخ الصحراوي المعروف بشدة الحرارة صيفاً وشدة البرودة شتاءً إلا أن مايميز محافظة البكيرية هو أن المناخ خلال فصل الصيف يكون أقل حرارة مقارنة بمناخ نجد وسبب ذلك يعود لتأثير المزارع والبساتين المحيطة بالبكيرية حيث تساهم بتلطيف درجات الحرارة صيفاً خصوصاً أن هنالك كثير من المزارع التي تقع في قلب البكيرية وأطرافها القريبة مما يلطف درجات الحرارة بسبب الرطوبة حيث أن كثافة الغطاء النباتي يسبب أعتدال درجات الحرارة صيفاً. كما تسقط الأمطار على البكيرية شتاءً بسبب الرياح العكسية الغربية.

## أمراء البكيرية
عدد أمراء البكيرية وأسماؤهم من نشأتها إلى وقتنا هذا:
عدد أمراء البكيرية خمسة عشر (15) وأول أمير عيّن فيها إمارة رسمية من قبل ولاة الأمر هو دخيل الله بن محمد بن عثمان بن عمران العريني حوالي سنة ألف ومائتين وعشرة (1210)هـ. ومن نشأتها إلى إمارة دخيل الله وأمر البلد في يد عمه علي بن عثمان ووالده محمد بتعميد من أمير القصيم. وبعد وفاتهم توجه وفد من أهالي البكيرية إلى الرياض بخطاب من أمير القصيم لطلب تعيين دخيل الله، واستمر أميراً في البكيرية قرابة أربعين سنة. ولم يقاربه في المدة إلا أحد أحفاده 37 سنة. وهذا عددهم وأسماؤهم:
- دخيل الله بن محمد بن عثمان بن عمران العريني السبيعي.
- عبد الله بن سويلم بن عثمان بن عمران العريني.
- عمير بن خضير بن محمد بن عثمان بن عمران العريني.
- عبد الله بن عمير بن خضير بن عثمان بن عمران العريني.
- سليمان بن محمد بن سويلم بن عثمان بن عمران العريني.
- عبد الله بن عمير بن خضير بن عثمان بن عمران العريني عاد مرة أخرى بعد معركة المليداء سنة 1308هـ حتى توفي عام 1312هـ.
- أخوه محمد بن عمير بن خضير بن عثمان بن عمران العريني.
- عمير بن عبد الله بن عمير بن عثمان بن عمران العريني.
- عمه محمد بن عمير بن عثمان بن عمران العريني مرة ثانية.
- محمد بن علي بن محمد بن سويلم بن عثمان بن عمران العريني.
- سليمان بن سويلم بن دخيل الله بن محمد بن عثمان بن عمران العريني.
- عبد الله بن محمد علي بن سويلم بن عثمان بن عمران العريني.
- عبد الرحمن بن خضير أستمر عدة شهور.
- محمد بن هزاع من عام 1373هـ حتى عام 1377هـ.
- عُين بعده علي المقوشي أميراً1377هـ لعدة شهور.
- ثم عُين فيها أميراً محمد بن يوسف بن دخيل الله من عام 1377هـ حتى عام 1390هـ.
- عُين بعده عبد الله بن قيعان ولم يبق فيها إلا بضعة أشهر
- ثم عُين أميراً فيها محمد بن مقبل من عام 1391هـ إلى 1398هـ.
- خلفهُ بالإمارة صالح بن جاسر.
- ثم عُين بالإمارة علي بن سليمان السويلم الذي عُين وكيلاً مساعداً في إمارة منطقة القصيم بالإضافة إلى إمارة البكيرية.

## معالم واثار
البلدة القديمة وتضم:
عدد من المزارع القديمة وتم ازاله البلدة القديمة حيث انها مهمله وبقي منها مقصور السويلم ومقصوره الراجحي.
اولا مقصوره السويلم:
هي عبارة عن قصر أثري كبير يتبعه عدد من الملاحق بناها أمير البكيرية عبد الله بن سويلم بن عثمان بن عمران العريني بعد نشأة البكيرية بوقت قصير في بداية القرن الثالث عشر وكان لها دور بارز في تاريخ البكيرية حيث كانت مقراً للإمارة في فترات طويلة وقد استقبلت العديد من الملوك والشخصيات البارزين منهم الإمام فيصل بن تركي والملك عبد العزيز عندما قدم إلى البكيرية عام 1325هـ والأمير تركي بن عبد العزيز (الأول) كما زارها عدد من الأمراء والوزراء والضيوف منهم الأمير فيصل بن بندر بن عبد العزيز أمير منطقة الرياض والأمير عبد العزيز بن ماجد أمير منطقة المدينة المنورة والأمير الدكتور فيصل بن مشعل بن سعود بن عبد العزيز أمير منطقة القصيم إضافة إلى شخصيات عالمية كسفير الولايات المتحدة الأمريكية والسفير الياباني وغيهم وتم تسجيلها لدى الهيئة العامة للسياحة والتراث الوطني كمعلم اثري وتاريخي وقد مرت بعدة مراحل وفترات حيث كانت في وقت مضى مقراً للإمارة كما استخدمت سكناً لبعض أسر آل سويلم وتتكون المقصورة من الأقسام التالية:
المقصورة وتوابعها
تتكون المقصورة من دورين الأرضي مخصص للطعام والمخازن والدور الثاني كان مخصصاً للسكن
وقد قام الشيخ محمد بن علي السويلم بترميم المقصورة وملحقها عام 1416هـ ثم أعيد ترميمها بشكل أشمل وأكثر إتقاناً شمل المباني والساحات المحيطة بها عام 1428هـ.
ثانيا مقصوره الراجحي
وتضم مقصوره يتجمع بها اسره الراجحي في الاعياد وفيها بئر قديمه ومسجد تم ترميمها حديثاً.

### سور البكيرية
يعتبر سور البكيرية الأثري الذي ما زالت آثاره موجودة إلى يومنا هذا في الجهة الشرقية من محافظة البكيرية معلماً من المعالم الأثرية حيث يرجع تاريخه إلى أكثر من (200) عام ويبلغ عرضه أكثر من متر، وله بابان واحد في الشرق والآخر من جهة الغرب، والباب الغربي تخرج منه الماشية للمراعي، ويدخل منه الذين يأتون إلى البلد لعرض ما معهم من الدواب واستبدالها بغيرها من الحبوب والتمور والملابس للرجال والنساء، وكان السور يمثل عامل حماية للمدينة من أي عدوان خارجي، وسوف يتم ترميم الجزء المتبقي من هذا السور ليبقى معلماً أثرياً من معالم البكيرية الخالدة حيث كان السور يحمي البكيرية من أي اعتداء خارجي في الأزمان القديمة وله بوابات، كما هو حال البلدان في ذلك الوقت.

## البكيرية مدينة صحية

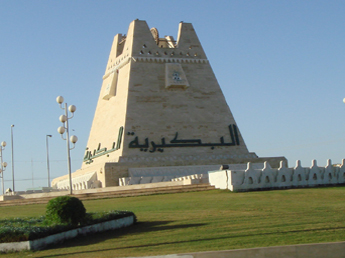
street in the city

لقد تم ترشيح محافظة البكيرية لمسابقة الأمم الراقية لعام 1999م التي جرت في مدينة هماما في اليابان في الفترة من 10-14 من شهر فبراير من العام الميلادي 2000م.
ويأتي ترشيح محافظة البكيرية لهذه المسابقة العالمية بصفتها المدينة الصحية الأولى على مستوى المملكة والشرق الأوسط، حيث تم اختيارها لذلك من قبل منظمة الصحة العالمية ويطبق فيها حاليا برنامج المدن الصحية الدولي.
هذا وقد وجهت اللجنة القائمة على تنظيم تلك المسابقة العالمية الدعوة لرئيس بلدية محافظة البكيرية المهندس عبد العزيز محمد المهوس للمشاركة في هذه المسابقة وصنفت محافظة البكيرية ضمن المجموعة B في المجموعات التي تضم المدن الصحية المشاركة من كافة أنحاء دول العالم.